# Didier Anzieu
Didier Anzieu (Melun, 8 luglio 1923 – Parigi, 25 novembre 1999) è stato uno psicoanalista francese.

## Biografia
Si laurea presso l'università Sorbona di Parigi in filosofia, specializzandosi in seguito in psicologia clinica.
Dal 1943 al 1953 collabora con Jacques Lacan, ma il rapporto con questi è quantomai burrascoso sia a livello professionale che personale.
Fa parte del gruppo dei cosiddetti neofreudiani e all'epoca della scissione interna alla Societè psychoanalytique de France si schiera tra le file degli "ortodossi", ovvero coloro che si ispirano alla dottrina pura di Freud criticando le rielaborazioni di alcuni studiosi quali proprio Lacan.
In seguito alla scissione costituisce con Daniel Laganche, Jean Laplanche e J.-B. Pontalis l'Association psychoanalytique de France.

## L'opera
L'opera di Anzieu si sviluppa a partire dal 1968 con un'attenta ricerca sulle tecniche psicoterapeutiche di gruppo, proprio nel campo della psicoanalisi di gruppo diviene una delle voci più autorevoli con l'ipotesi, avanzata nei suoi studi, dell'esistenza di immagini psicodinamiche (gruppo-seno, gruppo-bocca, gruppo persecutore-seduttore) che vengono elaborate ed agiscono nella psiche del paziente proprio durante le relazioni di gruppo.
Nel 1985 con l'opera Moi-peau elabora la teoria di un legame inconscio tra le funzioni protettive tipiche della struttura biologica della pelle umana e le funzioni coordinative dell'Io.
Oltre alle opere di carattere scientifico bisogna ricordare L'auto-analyse de Freud et la decouverte de la psychoanalyse del 1959, uno dei primi studi sulla storia della psicoanalisi.